# Szigetszentmárton
Szigetszentmárton is een plaats (község) en gemeente in het Hongaarse comitaat Pest. Szigetszentmárton telt 1880 inwoners (2001).